# Sami Khedira
Sami Khedira (arabă سامي خضيرة; n. 4 aprilie 1987, Stuttgart, Germania) este un fost fotbalist german care a evoluat printre alte echipe la Real Madrid și Juventus Torino.

## Goluri internaționale
| #  | Data              | Stadion                                                   | Oponent           | Scor  | Rezultat | Competiția                                             |
| -- | ----------------- | --------------------------------------------------------- | ----------------- | ----- | -------- | ------------------------------------------------------ |
| 1. | 10 iulie 2010     | Nelson Mandela Bay Stadium, Port Elizabeth, Africa de Sud | Uruguay           | 3 – 2 | 3 – 2    | Campionatul Mondial de Fotbal 2010                     |
| 2. | 22 iunie 2012     | PGE Arena, Gdańsk, Polonia                                | Grecia            | 2 – 1 | 4 – 2    | Euro 2012                                              |
| 3. | 6 februarie 2013  | Stade de France, Paris, Franța                            | Franța            | 2 – 1 | 2 – 1    | Meci amical                                            |
| 4. | 11 octombrie 2013 | RheinEnergieStadion, Köln, Germania                       | Republica Irlanda | 1 – 0 | 3 – 0    | Calificările pentru Campionatul Mondial de Fotbal 2014 |
| 5  | 8 iunie 2014      | Estádio Mineirão, Belo Horizonte, Brazilia                | Brazilia          | 5 – 0 | 7 – 1    | Semifinalele Campionatului Mondial de Fotbal 2014      |

## Palmares

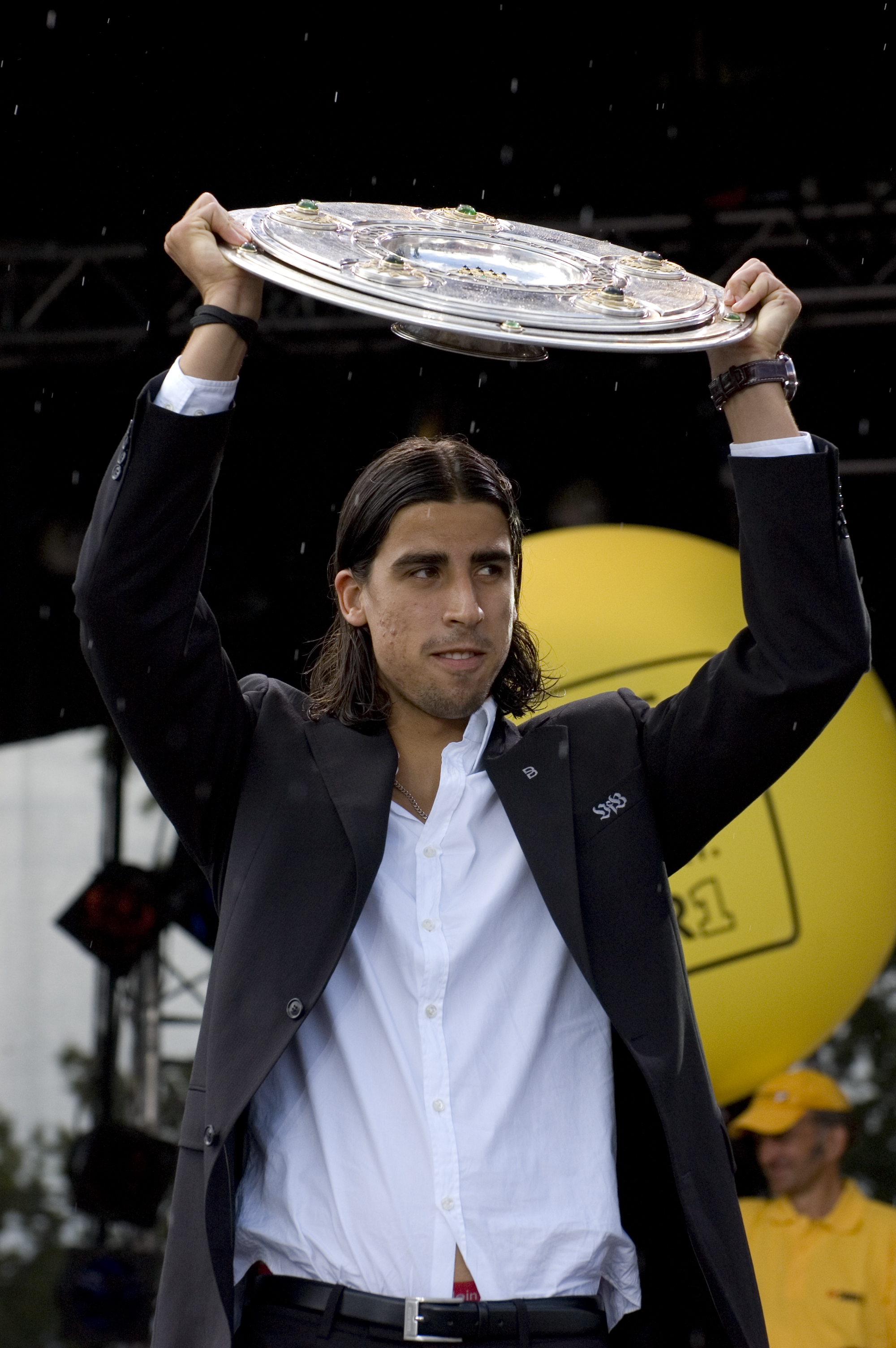
Khedira celebrând Bundesliga cu VfB Stuttgart în 2007

### Club
Stuttgart
- Bundesliga: 2006–07

Real Madrid
- La Liga: 2011–12
- Copa del Rey (2): 2010–11, 2013–14

Finalist (1): 2012–13
- Supercupa Spaniei (1): 2012

Finalist (1): 2011
- Liga Campionilor UEFA (1): 2013–2014
- Supercupa Europei (1): 2014

## Țară
Echipa națională de fotbal a Germaniei
- Campion mondial la fotbal în anul 2014 alături de Naționala Germaniei la Fotbal.
- Campionatul Mondial de Fotbal

Locul 3: 2010
Germania U-21
- Campionatul European Under-21 U–21: 2009

## Statistici
La 25 mai 2014
|                     |                     |                     | Campionat | Campionat | Cupă         | Cupă         | Cupa Ligii    | Cupa Ligii    | Continental | Continental | Altele  | Altele | Total   | Total  | Ref.         |
| Club                | Ligă                | Sezon               | Meciuri   | Goluri    | Meciuri      | Goluri       | Meciuri       | Goluri        | Meciuri     | Goluri      | Meciuri | Goluri | Meciuri | Goluri | Ref.         |
| Germania            | Germania            | Germania            | Ligă      | Ligă      | DFB-Pokal    | DFB-Pokal    | DFB-Ligapokal | DFB-Ligapokal | Europa      | Europa      | Other   | Other  | Total   | Total  | Ref.         |
| ------------------- | ------------------- | ------------------- | --------- | --------- | ------------ | ------------ | ------------- | ------------- | ----------- | ----------- | ------- | ------ | ------- | ------ | ------------ |
| Stuttgart II        | Regionalliga Süd    | 2004–05             | 5         | 0         | —            | —            | —             | —             | —           | —           | —       | —      | 5       | 0      | [ 4 ]        |
| Stuttgart II        | Regionalliga Süd    | 2005–06             | 7         | 0         | —            | —            | —             | —             | —           | —           | —       | —      | 7       | 0      | [ 5 ]        |
| Stuttgart II        | Regionalliga Süd    | 2006–07             | 9         | 1         | —            | —            | —             | —             | —           | —           | —       | —      | 9       | 1      | [ 6 ]        |
| Stuttgart II totals | Stuttgart II totals | Stuttgart II totals | 21        | 1         | —            | —            | —             | —             | —           | —           | —       | —      | 21      | 1      | —            |
| Stuttgart           | Bundesliga          | 2006–07             | 22        | 4         | 4            | 0            | —             | —             | —           | —           | —       | —      | 26      | 4      | [ 6 ]        |
| Stuttgart           | Bundesliga          | 2007–08             | 24        | 1         | 4            | 0            | 1             | 0             | 5           | 0           | —       | —      | 34      | 1      | [ 7 ] [ 8 ]  |
| Stuttgart           | Bundesliga          | 2008–09             | 27        | 7         | 2            | 0            | —             | —             | 8           | 1           | —       | —      | 37      | 8      | [ 9 ] [ 10 ] |
| Stuttgart           | Bundesliga          | 2009–10             | 25        | 2         | 2            | 1            | —             | —             | 8           | 0           | —       | —      | 35      | 3      | [ 11 ]       |
| Stuttgart totals    | Stuttgart totals    | Stuttgart totals    | 98        | 14        | 12           | 1            | 1             | 0             | 21          | 1           | —       | —      | 132     | 16     | —            |
| Spain               | Spain               | Spain               | Ligă      | Ligă      | Copa del Rey | Copa del Rey | —             | —             | Europa      | Europa      | Other   | Other  | Total   | Total  | Ref.         |
| Real Madrid         | La Liga             | 2010–11             | 25        | 0         | 7            | 0            | —             | —             | 8           | 0           | —       | —      | 40      | 0      | [ 12 ]       |
| Real Madrid         | La Liga             | 2011–12             | 28        | 2         | 4            | 1            | —             | —             | 8           | 1           | 2       | 0      | 42      | 4      | [ 12 ]       |
| Real Madrid         | La Liga             | 2012–13             | 25        | 3         | 6            | 1            | —             | —             | 11          | 0           | 2       | 0      | 44      | 4      | [ 12 ]       |
| Real Madrid         | La Liga             | 2013–14             | 13        | 1         | 0            | 0            | —             | —             | 5           | 0           | —       | —      | 18      | 1      | [ 12 ]       |
| Real Madrid totals  | Real Madrid totals  | Real Madrid totals  | 91        | 6         | 17           | 2            | —             | —             | 32          | 1           | 4       | 0      | 144     | 9      | —            |
| Career totals       | Career totals       | Career totals       | 189       | 21        | 29           | 3            | 1             | 0             | 53          | 2           | 4       | 0      | 276     | 26     | —            |

- 1.^Include UEFA Champions League, UEFA Cup, and UEFA Intertoto Cup.
- 2.^Did not qualify for any other competition.
- 3.^Include UEFA Champions League.
- 4.^Include Supercopa de España.